# 김경희 (희극인)
김경희(1974년 2월 21일 ~ )은 대한민국의 희극 배우이다.

## 출연작

### 방송
- 《가족오락관》 (KBS)
- 《개그콘서트》 (KBS)
- 《TV는 사랑을 싣고》 (KBS)